# Пивное наводнение

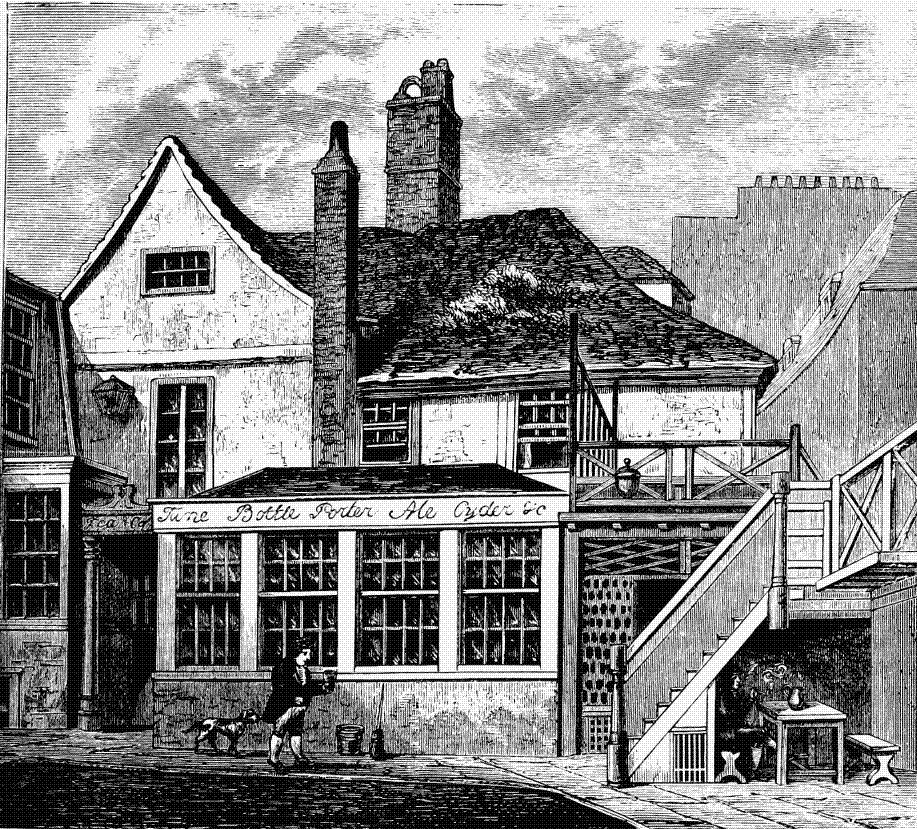
Дом на улице Tottenham Court Road за год до катастрофы

Пивное наводнение (англ. London Beer Flood) произошло 17 октября 1814 года в Великобритании в лондонском приходе св. Эгидия (англ. St. Giles). На пивоварне «Мо и компания» (англ. Meux and Company Brewery) на улице Тоттенхэм-Корт-Роуд (англ. Tottenham Court Road) прорвалась цистерна с пивом объёмом 610 кубометров, вызвав цепное разрушение остальных баков в здании. В результате почти 1,5 тыс. кубометров пива выплеснулось на улицы. Пивная волна разрушила два дома и пробила стену паба «Tavistock Arms», завалив обломками барменшу.
Пивоварня располагалась среди бедных домов в трущобах Сент-Джайлза, где целые семьи жили в подвальных помещениях, быстро заполнившихся пивом. В результате погибло девять человек: восемь захлебнулось, один скончался от алкогольного отравления.
Родственники некоторых погибших выставили их тела для обозрения в своих домах и собирали плату с любопытных. Во время одной из таких демонстраций собралась такая большая толпа, что пол не выдержал и зеваки провалились в подвал, всё ещё заполненный пивом.
Происшествие рассматривалось в суде, но и судьёй, и присяжными было признано результатом действия непреодолимой силы, за который никто не должен нести ответственность. Предприятие оказалось в сложной финансовой ситуации, возникшей из-за потери пива, причём значительную часть убытков составлял выплаченный налог. Однако предприниматели через Парламент добились возмещения налоговых выплат, что позволило им сохранить компанию.
В 1922 году пивоварню снесли. Сейчас это место занимает театр «Доминион».